# Themroc
Pour plus de détails, voir Fiche technique et Distribution.
Themroc est un film français réalisé par Claude Faraldo, sorti en mars 1973. Il met en scène la plupart des acteurs du Café de la Gare.
Les dialogues se limitent à des grognements, des cris ou des hurlements. Malgré l'emploi de ce langage non articulé, les situations et le contexte font que tous les échanges sont parfaitement « intelligibles » et donnent au film un aspect cohérent.

## Synopsis
Themroc est un ouvrier vivant dans l'appartement d'un immeuble avec sa mère et sa sœur. Il doit se lever tous les matins pour aller pointer et travailler comme peintre en bâtiment. Un jour, en repeignant une fenêtre, il surprend son patron en train de flirter avec sa secrétaire. Alors qu'il est conduit chez le patron, il se révolte et s'enfuit. Il rentre chez lui, mure la porte de son appartement et abat le mur de façade.
De cette grotte reconstituée, il pousse des hurlements sauvages et nargue les policiers tentant de le déloger. La rébellion gagne bientôt tout l'immeuble. Par la suite, Themroc a des rapports incestueux avec sa sœur, avant de séduire une jeune voisine. Il ne sort de sa tanière avec une échelle de corde que la nuit, pour aller chasser : il tuera notamment un policier qu'il dévorera.
Pour reconstruire le mur de façade, les forces de l'ordre font appel à un maçon, mais celui-ci est rapidement acquis à la cause de Themroc.

## Analyse
Themroc est un film typique de la contestation des années 1970. Au-delà du rejet de la société de consommation et de la négation de l'autorité sous toutes ses formes, il aborde certains des tabous les plus puissants de la société occidentale, dont l'inceste et l'anthropophagie.
Le film ne comprend aucun dialogue intelligible mais une suite de cris, de grognements et de phrases incompréhensibles. Dans son livre sur le son et l'image dans le cinéma, le critique cinématographique français Michel Chion considère que les acteurs du film s'expriment en « grommelot », un style de langage utilisé dans le théâtre satirique et qui se présente sous la forme d'un charabia essentiellement composé d'onomatopées.

## Fiche technique
- Titre : Themroc
- Réalisation : Claude Faraldo, assisté de Robin Davis
- Scénario : Claude Faraldo
- Production : François de Lannurien et Helène Vager
- Musique : Harald Maury
- Photographie : Jean-Marc Ripert
- Montage : Noun Serra
- Son : Dominique Hennequin
- Pays e production :  France
- Format : couleur - 1,66:1 - Mono - 35 mm
- Genre : comédie, Fantastique, Surréalisme
- Durée : 110 minutes
- Date de sortie : 
  - France : mars 1973
- Classification : interdit aux moins de 16 ans lors de sa sortie en DVD

## Distribution
- Michel Piccoli : Themroc

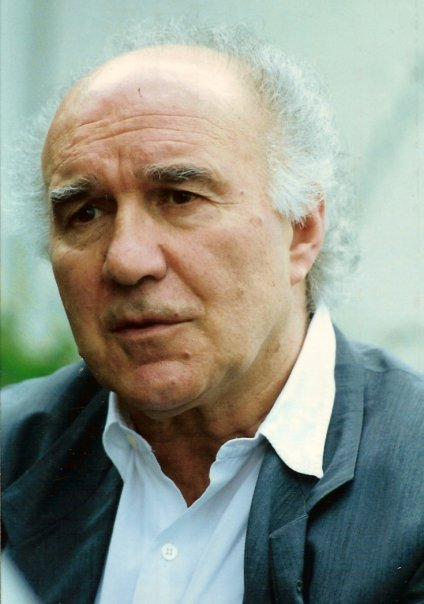
Michel Piccoli est Themroc

- Béatrice Romand : la sœur de Themroc
- Jeanne Herviale : la mère de Themroc
- Marilù Tolo : la secrétaire
- Francesca Romana Coluzzi : la voisine
- Romain Bouteille : un ouvrier / le patron hargneux / le voisin / un policier
- Coluche : le jeune voisin / un ouvrier / un policier
- Patrick Dewaere : le maçon / un policier / un ouvrier
- François Dyrek : un policier
- Michel Fortin : un ouvrier / un policier / un CRS
- Henri Guybet : un ouvrier
- Miou-Miou : la jeune voisine
- Jean Herbert (alias Popeck) : le tailleur de crayons
- Roger Riffard : un gardien de l'usine
- Mark Lesser
- Paul Barrault
- Stéphane Bouy
- Madeleine Damien
- Dominique Dorel
- Jean-Michel Haas
- François Joxe
- Marie Kéruzoré
- Gérard Lefèvre
- Philippe Manesse
- Catherine Mitry
- Robin Davis : un ouvrier
- Sotha

## Autour du film
Selon l'acteur Henri Guybet, invité sur le plateau de l'émission On n'est pas couché présenté par Laurent Ruquier, si le film n'a pas de dialogues intelligibles en français, il a été doublé en italien avec de vrais dialogues.
Lors de sa sortie en salles en 1973, le film est interdit aux moins de 18 ans. Depuis février 2018, il est classé tous publics. En mars 2008, Themroc est diffusé sur la chaîne de télévision Arte. Primé au festival fantastique d'Avoriaz, la même année que Duel de Steven Spielberg, Themroc peut être classé dans le cinéma fantastique.

## Distinctions
- Prix spécial du jury au Festival international du film fantastique d'Avoriaz 1973
- Prix d'interprétation masculine pour Michel Piccoli au Festival international du film fantastique d'Avoriaz 1973